# Pulau Kalambau
Pulau Kalambau är en ö i Indonesien.   Den ligger i provinsen Kalimantan Selatan, i den västra delen av landet, 1 000 km öster om huvudstaden Jakarta. Arean är 7,8 kvadratkilometer.
Terrängen på Pulau Kalambau är lite kuperad. Öns högsta punkt är 317 meter över havet. Den sträcker sig 5,5 kilometer i nord-sydlig riktning, och 5,0 kilometer i öst-västlig riktning.